# Kimura lock

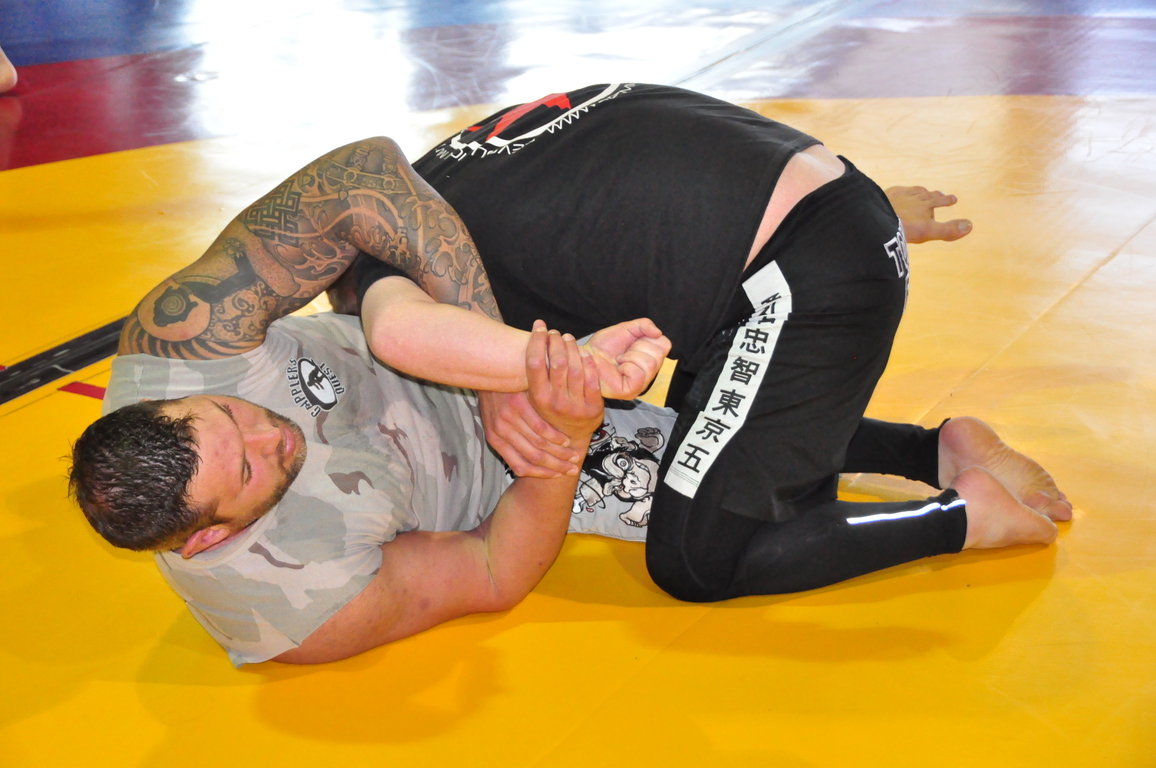
Esempio di kimura lock al braccio sinistro

La kimura lock è una presa di sottomissione utilizzata nelle arti marziali miste e nel wrestling, inventata dal giapponese Masahiko Kimura nel 1935.

## Esecuzione
La kimura lock si "chiude" portando il proprio braccio sinistro sulla spalla del braccio destro avversario facendolo passare sotto il gomito dello stesso braccio; col braccio destro bisogna afferrare il polso destro avversario e finalizzare la mossa mantenendo il braccio sinistro con l'avambraccio destro e tirare l'arto avversario verso l'alto.
Ci sono vari modi per eseguire questa mossa: la si può eseguire da sdraiati, mantenendo il corpo dell'avversario con le gambe, evitando di perdere la presa, oppure in piedi, mettendo la testa dell'avversario sotto il braccio destro.

## Effetti
La kimura lock è una mossa molto potente, quanto facile da eseguire. Gli effetti che comporta per l'avversario è un forte dolore alle ossa, perché la cartilagine della spalla e i muscoli iniziano a contrarsi in maniera dannosa e, se accompagnata da bruschi movimenti verso l'alto, i muscoli e/o la cartilagine possono strapparsi, oppure rompere direttamente la giuntura tra la clavicola e il braccio.